# Nazik Avdalian
Nazik Avdalian –en armenio, Նազիկ Ավդալյան– (Guiumri, URSS, 31 de octubre de 1986) es una deportista armenia que compitió en halterofilia.
Ganó una medalla de oro en el Campeonato Mundial de Halterofilia de 2009 y cuatro medallas en el Campeonato Europeo de Halterofilia entre los años 2007 y 2016. Participó en los Juegos Olímpicos de Río de Janeiro 2016, ocupando el quinto lugar en la categoría de 69 kg.

## Palmarés internacional
| Campeonato Mundial | Campeonato Mundial          | Campeonato Mundial | Campeonato Mundial |
| Año                | Lugar                       | Medalla            | Categoría          |
| ------------------ | --------------------------- | ------------------ | ------------------ |
| 2009               | Goyang (Corea del Sur)      | Medalla de oro     | 69 kg              |
| Campeonato Europeo |                             |                    |                    |
| Año                | Lugar                       | Medalla            | Categoría          |
| 2007               | Estrasburgo (Francia)       | Medalla de plata   | 69 kg              |
| 2008               | Lignano Sabbiadoro (Italia) | Medalla de oro     | 69 kg              |
| 2009               | Bucarest (Rumania)          | Medalla de plata   | 69 kg              |
| 2016               | Førde (Noruega)             | Medalla de oro     | 69 kg              |